# 2024 RW1
2024 RW1, початково відомий під своїм тимчасовим позначенням CAQTDL2, — астероїд або метеороїд розміром 1 метр, який увійшов в атмосферу Землі 4 вересня 2024 року поблизу Філіппін. Об'єкт виявила Жаклін Фазекас у Каталінському огляді неба, фінансованому НАСА. Спостереженню боліда з поверхні Землі заважав тайфун Ягі.